# Fulga
Fulga là một xã thuộc hạt Prahova, România. Dân số thời điểm năm 2002 là 3882 người.